# 巴斯思巴大學
巴斯思巴大學，或譯巴斯泉大學，是英國森麻實郡的其中一所大學。2005年正式升格為大學，正名為巴斯思巴大學。它是英國第六大教師教育提供機構。 2006年在星期天泰晤士報大學指南中被投選為英國第五佳現代大學。根據2017年泰晤士高等教育英國大學排名，巴斯思巴大學在全英123間大學當中排行第75位。

## 歷史

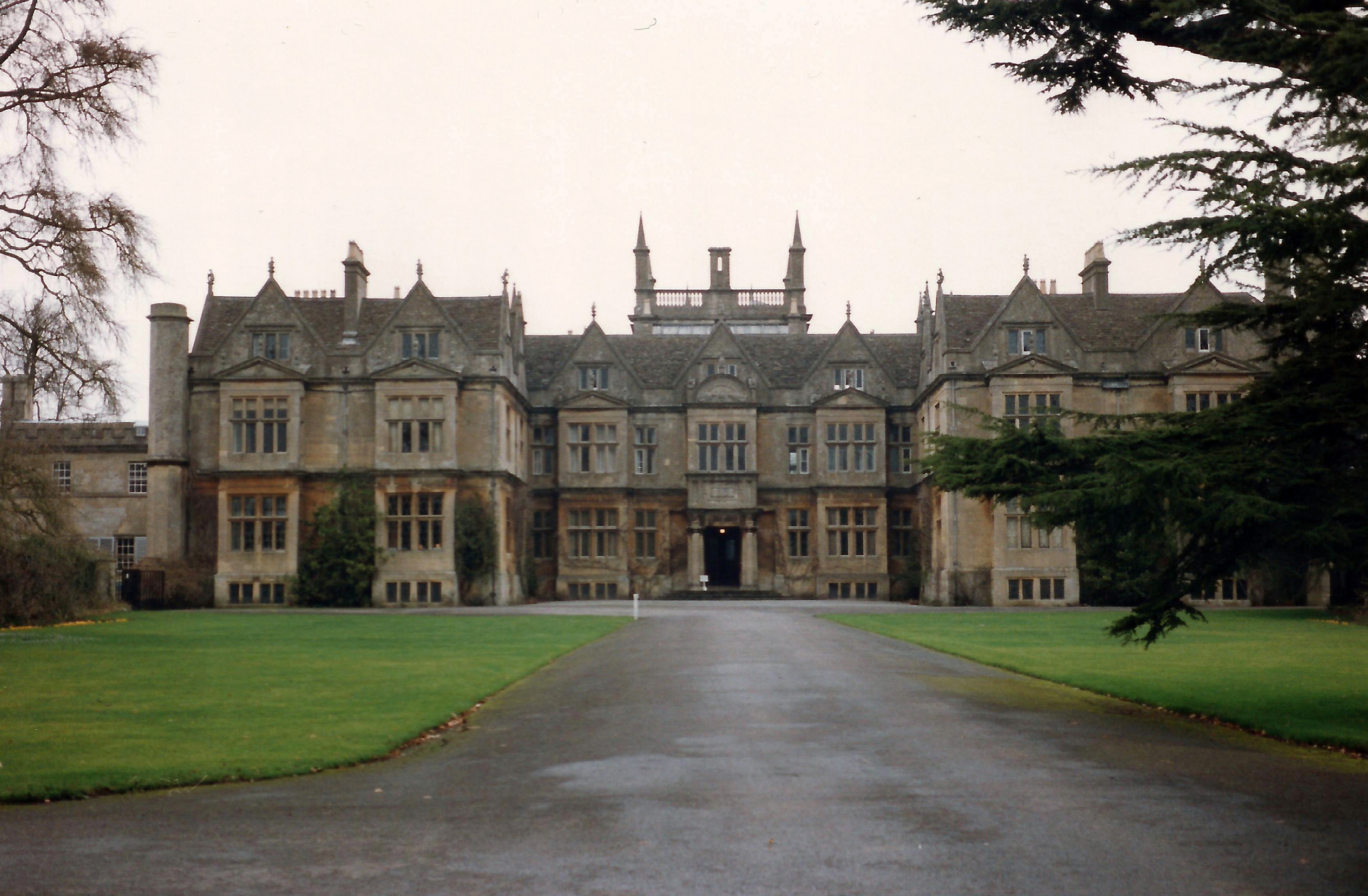
大學研究生教育機構Corsham Court

該大學的歷史可以追溯至1852年成立的巴斯藝術學院（Bath School of Art）。1946年紐頓公園開設巴斯教師培訓學院（Bath Teacher Training College）以填補戰爭導致的教師短缺。1975年該教師學院和巴斯家政學院（Bath College of Domestic Science）合併，改稱巴斯高等教育學院（Bath College of Higher Education）。1983年巴斯藝術學會也併入此教育機構。1992年獲得學位頒發資格，1997年改名為巴斯思巴大學學院（Bath Spa University College）。 2005年3月獲大學資格，并在同年年8月改現名。

## 學術
該大學下分六個學院：
- 巴斯藝術與設計學院（Bath School of Art and Design）
- 研究和畢業生事務學院（School of Research and Graduate Affairs）
- 教育學院（School of Education）
- 人文和文化產業學院（School of Humanities and Cultural Industries）
- 音樂和表演藝術學院（School of Music and the Performing Arts）
- 社會、企業和環境學院（School of Society, Enterprise and Environment）

## 外部連結
- 官方网站